# Julia (Chris Rea)
Julia is een nummer van de Britse zanger Chris Rea uit 1993. Het is de eerste single van zijn dertiende studioalbum Espresso Logic.
Het nummer is gewijd aan Rea's docher Julia, die vier jaar oud was op het moment dat het nummer werd uitgebracht. De single werd een bescheiden hit in het Verenigd Koninkrijk en Duitsland, met een 18e positie in het Verenigd Koninkrijk. In het Nederlandse taalgebied viel de plaat buiten de hitlijsten.